# وست پوینت (نبراسکا)
وست پوینت(به انگلیسی: West Point) شهری در ایالت نبراسکا کشور ایالات متحده آمریکا است که جمعیت آن در سرشماری سال ۲۰۱۰ میلادی، ۳٬۳۶۴ نفر بوده‌است.